# Чхаидзе, Варвара Мелитоновна
Варвара Мелитоновна Чхаидзе (1894, Озургетский уезд, Кутаисская губерния, Российская империя — неизвестно, Ланчхутский район, Грузинская ССР) — колхозница колхоза имени Сталина Ланчхутского района, Грузинская ССР. Герой Социалистического Труда (1949).

## Биография
Родилась в 1894 году в крестьянской семье в одном из сельских населённых пунктов Озургетского уезда. После окончания местной начальной школы трудилась в сельском хозяйстве. В послевоенное время — колхозница на чайной плантации в колхозе имени Сталина Ланчхутского района.
В 1948 году собрала 6179 килограммов зелёного чайного листа на участке площадью 0,5 гектара. Указом Президиума Верховного Совета СССР от 29 августа 1949 года удостоена звания Героя Социалистического Труда за «получение высоких урожаев сортового зелёного чайного листа и цитрусовых плодов в 1948 году» с вручением ордена Ленина и золотой медали «Серп и Молот» (№ 4569).
Этим же указом званием Героя Социалистического Труда были награждены труженицы колхоза имени Сталина Евросия Герасимовна Чхаидзе и Шура Мелитоновна Чхаидзе.
После выхода на пенсию проживала в Ланчхутском районе. С 1968 года — персональный пенсионер союзного значения. Дата смерти не установлена.